# Contea di Montgomery (Carolina del Nord)
La contea di Montgomery in inglese Montgomery County è una contea dello Stato della Carolina del Nord, negli Stati Uniti. La popolazione al censimento del 2000 era di 26 822 abitanti. Il capoluogo di contea è Troy.